# Semiono-Makarenski
Semiono-Makarenski (en rus: Семёно-Макаренский) és un poble (un khútor) de la república d'Adiguèsia, a Rússia, que el 2022 tenia 62 habitants. Pertany al districte de Khakurinokhabl.